# Фельдшер

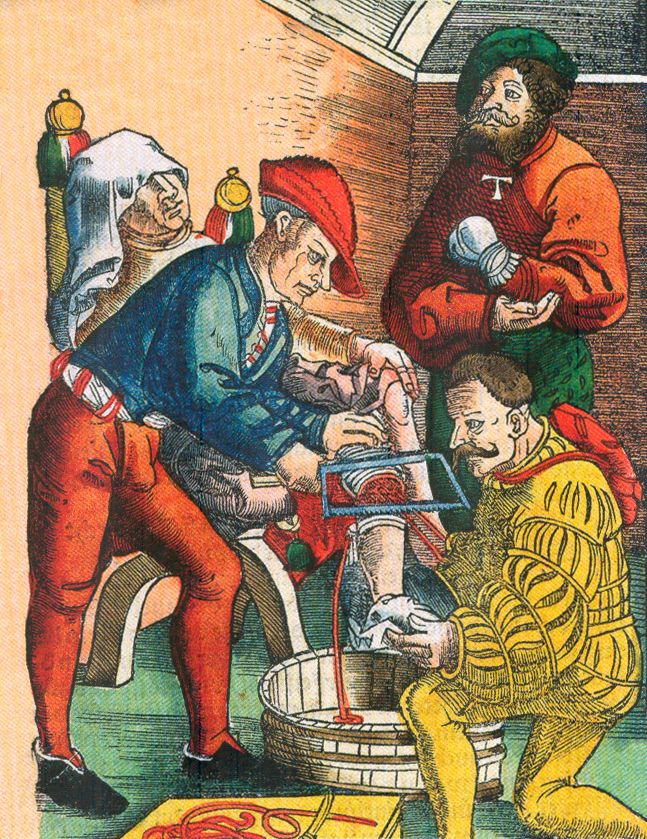
Фельдшер

Фе́льдшер (нім. Feldscher — «польовий хірург») — особа, приналежна до середнього медичного персоналу, що є помічником лікаря або іноді надає медичну допомогу самостійно на так званих фельдшерських пунктах. Були відомі як помічники військових лікарів з XVII століття; спершу вчилися при лікарях, а з 1740 в окремих шпитальних та медичних школах. З середини 19 століття були засновані 3-річні фельдшерські школи при великих лікарнях, особливо військових.

## Історія
У Києві діяла фельдшерська школа з 1842. Після земської реформи в Російській імперії фельдшерські школи з 1864 засновували земства; діяли також приватні школи.
Після 1870 існували три роди фельдешрів:
- військові («ротні»),
- ветеринарні («коновали»)
- лікарські помічники («шкільні» фельдшери).[джерело?]

Останні працювали переважно на селах у системі земської медицини в фельдшерських пунктах, що підлягали наглядові земських лікарів.

### Чисельні показники
Число фельдшерських пунктів постійно зростало; у семи українських губерніях (Басарабська, Катеринославська, Полтавська, Таврійська, Харківська, Херсонська, Чернігівська) їх було 1870 516, 1912—854, а кількість фельдшерського персоналу зросла за той час з 640 до 3 100. «Шкільних» фельдшерів було 68 %, військових 32 %. У трьох губерніях так званого Південно-Західного Краю (Київській, Волинській і Подільській) фельдшерські пункти були спершу у віданні приказів громадської опіки, тільки після 1903 їх передано земствам; тут було 1913 305 фельдшерських пунктів, отже, разом з 7 іншими губерніями їх було 1 159.

### Фельдшерство в УРСР
| Кількість сер. мед. персоналу в УССР (тис.) | Кількість сер. мед. персоналу в УССР (тис.) | Кількість сер. мед. персоналу в УССР (тис.) |
| Рік                                         | Кількість                                   | На тис. населення                           |
| ------------------------------------------- | ------------------------------------------- | ------------------------------------------- |
| 1940                                        | 102                                         | 10 000                                      |
| 1970                                        | 411.5                                       | 86 800                                      |
| 1980                                        | 504.2                                       | 100 600                                     |

В УРСР середні медичні школи (27 у 1920) були реорганізовані 1927 у медичні технікуми, здебільша з 3-річним терміном навчання після семирічки, згодом їх перетворено на технікуми вузької спеціальності, які готували середній медичний персонал 13 фахів; час навчання скорочено до 2 — 2,5 років. 1930 число медичних технікумів зросло до 47, а число учнів до 80 000, пізніше почала зменшуватися кількість шкіл і учнів та скорочено багатопрофільність шкіл, а 1936 медичні технікуми поділено на фельдшерські, фармацевтичні і зуболікарські.
1939 утворено окремі школи санітарних фельдшерів, 1946 відкрито школи фельдшерів—помічників епідеміологів[джерело?]. 1947 середня медична освіта перейшла у відання міністерства вищої освіти, а з 1954 ці установи почали називатися медичними училищами для підготовки лікувальних та санітарних фельдшерів, фельдшерів -лаборантів та іншого середнього медичного персоналу з терміном навчання від 2,5 до 3,5 років після неповної середньої школи та 2 роки після десятирічки. Існує можливість заочного навчання на фельдшера[джерело?], як також існують курси підвищення кваліфікації та спеціалізації в різних галузях (наркозування, електрокардіографія, масаж, лікувальна фізкультура, невідкладна медична допомога тощо).